# Pascal Obispo
Pascal Obispo (Bergerac, 8 januari 1965) is een Franse muzikant en songwriter. In Frankrijk kan hij genieten van een relatief grote populariteit. Van zijn album "Superflu" werden 1.250.000 exemplaren verkocht. Het werd onderscheiden met diamant.

## Biografie
Pascal Obispo werd in 1965 geboren te Bergerac, als zoon van Max Obispo, een voetballer van Girondins de Bordeaux. Pascal Obispo begon met zingen in de jaren tachtig. Zijn eerste album, Le long du fleuve, kwam uit in 1990. Zijn tweede album, Plus que tout au monde, werd een groot succes. Er werden 250.000 exemplaren van verkocht en het werd onderscheiden met dubbel goud.
Na dit album werd hij razend populair in vrijwel alle Franstalige gebieden ter wereld. Grote hits had hij onder andere met de nummers Fan, 1980 en L'important c'est d'aimer. Tevens schreef hij muziek voor onder anderen Florent Pagny, Johnny Hallyday en Patricia Kaas. Tegenwoordig maakt hij dankbaar van zijn succes gebruik om mensen te helpen in de strijd tegen Aids en zich in te zetten voor goede doelen. In dat kader heeft hij ook meerdere keren deel uitgemaakt van Les Enfoirés, een groep artiesten die zich inzet voor daklozen.

## Discografie

### Singles
| - Tu vas me manquer - Plus que tout au monde - Tombé pour elle (L'île aux oiseaux) - Personne - Le meilleur reste à venir - Il faut du temps - Lucie - Les meilleurs ennemis (Met Zazie) - Assassine - Sa raison d'être - Soledad - L'important c'est d'aimer |  | - Millésime - Ce qu'on voit, allée Rimbaud - Pas besoin de regrets - Tu trouveras (met Natasha St-Pier) - La prétention de rien - Fan - Zinédine - Mourir demain - C'est la musique (D'un piano à l'autre) - Rosa - Les fleurs du bien - 1980 (met Mélissa Mars) - La moitié de moi |

### Albums
- 1990 - Le long du fleuve (Uit handel)
- 1992 - Plus que tout au monde (250 000 exemplaren verkocht - Dubbel goud)
- 1994 - Un jour comme aujourd'hui (370 000 exemplaren verkocht - Platina)
- 1996 - Superflu (1 250 000 exemplaren verkocht - Diamant)
- 1998 - Live 98 (550 000 exemplaren verkocht - Platina)
- 1999 - Soledad (690 000 exemplaren verkocht - Dubbel Platina)
- 2001 - Millésime Live (595 000 exemplaren verkocht - Dubbel Platina)
- 2004 - Studio Fan - Live Fan (365 000 exemplaren verkocht - Platina)
- 2006 - Les fleurs du bien (296 000 exemplaren verkocht tot heden - Platina)

## Onderscheidingen
Naast de onderscheidingen voor zijn albums en singles, ontving hij ook de volgende prijzen:
- NRJ Music Awards: Beste mannelijk Franstalig artiest (2001)
- Victoire de la musique: Winnaar "Muziekspektakel van het jaar" voor "Fanlive" (28 februari 2004)

## Trivia
- In januari 2007 komt het nummer « Mauvaise foi nocturne » uit van Fatal Bazooka. Pascal Obispo werkt hieraan mee onder de pseudoniem "Vitoo". In deze parodie op Confessions Nocturnes van Diams, doet hij zich voor als de goede vriend van Fatal Bazooka.
- Pascal Obispo is een anagram van Pablo Picasso.